# باهوديرجون سلطانوف
باهوديرجون سلطانوف (مواليد 15 يناير 1985) هو ملاكم أوزباكستاني، مثّل بلاده في الألعاب الأولمبية الصيفية في دورتي 2004 و2008.

## روابط خارجية
باهوديرجون سلطانوف على موقع أوليمبيديا (الإنجليزية)